# Lucas del Espíritu Santo
Lucas Alonso Gordo, San Lucas del Espíritu Santo o San Lucas de Carracedo (Carracedo de Vidriales, España, 18 de octubre de 1594-Nagasaki, Japón, 19 de octubre de 1633) fue un religioso dominico español, mártir en Japón.

## Historia
Lucas nació en Carracedo de Vidriales en Zamora, España, el 18 de octubre de 1594. Sus padres, Leonor Gordo y Domingo Alonso, le pusieron el nombre del santo del día en que nació (Lucas el Evangelista) y fue bautizado el mismo día.
El 31 de junio de 1610 fue asignado religioso dominico a los 16 años en el convento de Santo Domingo de Benavente y el 2 de junio de 1611 comenzó profesión en el mismo convento. Estudió en Tríanos, León y en el colegio de San Gregorio, Valladolid.
Se ordenó de sacerdote en México a finales del año 1617 y estuvo ejerciendo el ministerio en las Filipinas hasta que, en 1623, pasó a Japón, donde trabajó con entrega total y en medio de muchos peligros hasta que lo arrestaron en 1633 y fue conducido a la cárcel de Osaka.
Fue llevado a la "hoya y horca" luego de que sea burlado por los guardias japoneses junto con Mateo Kohioye del Rosario el 18 de octubre de 1633 y al día siguiente murió ahorcado.
Fue beatificado el 18 de noviembre de 1981 en Manila y canonizado en Roma el 18 de octubre de 1987 por el papa Juan Pablo II.